# Giorno di Cassinga
Il Giorno di Cassinga (in inglese Cassinga Day, in afrikaans Cassinga Dag e in tedesco Cassinga Tag) è una festa nazionale che si svolge in Namibia per ricordare la Battaglia di Cassinga del 4 maggio 1978 avvenuta nel villaggio angolano di Cassinga tra l'esercito sudafricano contro la SWAPO e l'esercito cubano, i morti nella SWAPO furono 600. La commemorazione dei morti avviene all'Heroes Acre, appena fuori Windhoek. La festività si svolge ogni 4 maggio a partire dal 1990.